# 立方英尺
立方英尺是英制的體積單位，使用於美國及加拿大及英國。每邊長度為1英尺（0.3048米）的立方體體積為1立方英尺，符号ft3。

## 單位換算
1立方英尺等於：
- 1728立方英寸
- 1/27立方碼（約0.037037立方碼）
- 0.028316846592立方米
- 28.316846592公升
- 576/77美制液體加侖
- 73728/77美制液體盎司
- 約6.22883546英制加侖
- 約1367 英制液體盎
- 約0.803563913 美制蒲式耳
- 約0.1781076油桶

## 標準立方英尺
量度氣體的單位為標準立方英尺（英文簡稱為scf），其定義通常是：在壓強為每平方英寸14.7磅力及華氏溫標60度環境下1立方英尺的氣體。詳見標準狀態。